# Holgate, England
Holgate är en stadsdel i York, i kommunen City of York, i grevskapet North Yorkshire, i England. Ward hade 11 960 invånare år 2021. Holgate var en civil parish från 1866 till 1900 då den blev en del av York. Civil parish hade 1 073 invånare år 1891.